# Contea di Shangyi
La contea di Shangyi (尚义县S, Shàngyì XiànP) è una contea della Cina, situata nella provincia di Hebei e amministrata dalla prefettura di Zhangjiakou.